# Kalnica (powiat sanocki)
Kalnica – wieś w Polsce położona w województwie podkarpackim, w powiecie sanockim, w gminie Zagórz. Jest to największa terytorialnie, a zarazem najrzadziej zaludniona miejscowość gminy.
W latach 1975–1998 miejscowość należała administracyjnie do województwa krośnieńskiego.

## Historia
Kalnica (tzw. Niżna, dla odróżnienia od Kalnicy tzw. Górnej w gminie Cisna) założona została przez rodzinę Tarnawskich w widłach potoków Tarnawka i Kalniczka, wpadających już jako Kalniczka z prawego brzegu do Osławy. Po raz pierwszy wspomniana została przy okazji podziału majątku między synów Tarnawskich w 1483 r. W 1552 r. było we wsi 30 gospodarstw, karczma i młyn o jednym kole. Mieszkał tu już wówczas również pop prawosławny. W 1601 r. Stanisław Tarnawski, chorąży ziemi sanockiej, zadłużony u Jana Tomasza Drohojowskiego, przekazał swoje dobra (w tym i Kalnicę) kasztelanowi przemyskiemu, Stanisławowi Stadnickiemu z Leska w zamian za opiekę i ochronę przed wierzycielem.
Od początku XIX w. do II wojny światowej była własnością hrabiów Krasickich z Leska. Znajdował się tu folwark, którego właścicielem był gen. Franciszek Ksawery Krasicki – oficer powstania kościuszkowskiego w 1794 r. i antyaustriackiego w 1809 r. Greckokatolicka parafia w Kalnicy należała do dekanatu olchowieckiego. W 1834 r. wizytował ją biskup przemyski Iwan Snihurski. Od 1835 r. była filią parafii w sąsiednim Sukowatem. Samodzielność odzyskała w roku 1876. W międzyczasie (najpóźniej w 1871 r.) wybudowano we wsi nową cerkiew pw. św. Męczennicy Paraskiewy.
W latach 1836–1839 dzierżawcą folwarku w kalnicy był Wincenty Pol – pisarz i geograf. Był uczestnikiem powstania listopadowego, oraz pionierem pracy organicznej wśród miejscowych chłopów. W Kalnicy stworzył poezje tematyce górskiej (m.in. "Obrazy z życia i podróży"), tutaj zaczął pisać o geografii i etnografii Polski. Jednocześnie prowadził prace badawcze. Osamotniony w swoich poglądach zrezygnował z dzierżawy. W roku 1881 wieś zamieszkana była przez 472 mieszkańców, należących do parafii greckokatolickiej w Baligrodzie, diecezji przemyskiej. W połowie i pod koniec XIX wieku właścicielem posiadłości tabularnej w Kalnicy (Niżnej) był Edmund Krasicki.
W 1938 r. we wsi mieszkało 580 grekokatolików, 23 katolików i 41 żydów.
Według Iwana Dmytruka, członka UPA (we wspomnieniach "W lasach Łemkowszczyzny", Ingolsztadt, 1949), po II wojnie światowej wieś została zniszczona (spalona) przez Wojsko Polskie w wyniku odwetu za zasadzkę oddziału Dorosza (UPA) na oddziały polskie przebywające czasowo w Kalnicy.
W czasach powojennych całkowicie wyludnioną wieś zasiedlono skazanymi. Skoszarowano ich w prowizorycznym, nieistniejącym już dzisiaj baraku. W tym okresie zbudowali oni budynki późniejszego PGR oraz budynki mieszkalne dla przyszłych pracowników. Postawili również nowe budynki zakładu karnego otoczone podwójnym wysokim (4 m) ogrodzeniem. Budynki te zachowały się do dziś. Równolegle nadleśnictwo Baligród wybudowało leśniczówkę oraz osadę dla około 15 rodzin.
W czasach PRL w Kalnicy utworzono Państwowe Gospodarstwo Rolne, będące miejscem pracy dla nowo przybyłych mieszkańców, które uległo likwidacji w latach 90. XX w. Do dziś zostały wyraźne ślady po cerkwi i cmentarzu greckokatolickim. Według spisu ludności z 1931 r. wieś zamieszkiwało ponad 500 osób w większości wyznania greckokatolickiego. Aktualnie Kalnica administracyjnie obejmuje również nieistniejące już przedwojenne wsie Sukowate oraz Kamionki.